# Comtat de Lodeva
El comtat de Lodeva fou una jurisdicció feudal d'Occitània a França centrada a la ciutat de Lodeva (en francès Lodeve).
El comtat va estar associat a la Septimània i després va passar als comtes de Roergue, fins que amb el rei Felip II de França els comtes foren expropiats i el títol confiat als bisbes. Vegeu també: Vescomtat de Lodeva

## Llista de comtes de Lodeva
- Guillem de Tolosa el sant 790-812
- desconegut 812-c. 820
- Leibulf de Provença c. 820-828
- Bernat de Septimània 828-829 (comte de Barcelona)
- Gaucelm 829-830 (comte de Rosselló)
- Bernat de Septimània 830-832 (comte de Barcelona)
- Berenguer de Tolosa 832-835 (comte de Barcelona)
- Bernat de Septimània 835-844 (comte de Barcelona)
- Sunifred I 844-848(comte de Barcelona)
- Guillem de Septimània 848-849 (comte de Barcelona)
- Aleran 849-852 (comte de Barcelona)
- Odalric 852-857 (comte de Barcelona)
- Humfrid 857-865 (comte de Barcelona)
- Bernat de Gòtia 865-878 (comte de Barcelona)
- Bernat Plantapilosa 878-885 (comte de Tolosa)
- Guillem I el Pietós 885-918 (comte de Tolosa)
- Odó I 918-919 (comte de Tolosa)
- Ermengol comte de Roergue 919-937 o 939
- Ramon I 937 o 939-961 (comte de Roergue)
- Ramon II 961-c.1008
- Hug I c. 1008-1053
- Berta 1053-1063 (comtessa de Roergue)
- Guillem II 1063-1093 (V comte de Tolosa)
- Ramon III de Sant Geli 1093-1106 (IV comte de Tolosa)
- Bertran de Sant Geli 1106-1112 (comte de Tolosa)
- Alfons Jordà 1112-1148 (comte de Tolosa)
- Ramon IV 1148-1194 (V comte de Tolosa)
- Ramon V el Vell 1194-1222 (VI comte de Tolosa)
- als bisbes de Lodeva 1222 que ja eren vescomtes de Lodeva.